# Cabasa

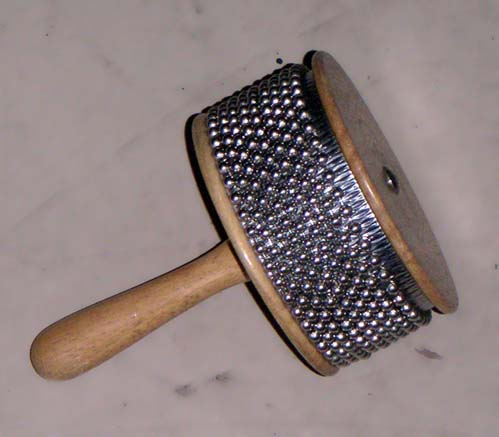
Una cabasa

La cabasa, cabassa, cabaza, gabaza, cabaça o afuché es un instrumento musical rítmico de madera agitada.
Su nombre se debe a que originariamente estaban realizadas con calabaza (en portugués, cabaça), como el güiro y las maracas.
La cabasa de metal fue creada por M. Cohen de la compañía Latin Percussion. Se utiliza en el jazz latino, especialmente en el género bossa nova.
En los últimos años, ha ganado mucho terreno dentro del reggae y la música pop.

## Características
La cabasa se construye con anillos de bolas de acero en forma de cadenas, que envuelven un cilindro grueso. Es un cuerpo hueco y cerrado. En su interior, hay unas sonajas metálicas que, cuando el instrumento se agita en el aire o se golpea con la mano, entrechocan entre sí o con la pared de la cabasa y producen sonido. El cilindro está unido a un largo y delgado manubrio de madera o plástico o metal.